# Olimpíada de xadrez de 1927
A Olimpíada de xadrez de 1927 foi a primeira competição de xadrez organizada pela FIDE, realizada em Londres conjuntamente a primeira edição do Campeonato Mundial Feminino de Xadrez. A equipe da Hungria (Géza Maróczy, Géza Nagy, Árpád Vajda, Kornél Havasi e Endre Steiner) conquistou a medalha de ouro, seguidos de Dinamarca (Orla Hermann Krause, Holger Norman-Hansen, Erik Andersen e Karl Ruben) e Reino Unido (Henry Atkins, Frederick Yates, George Alan Thomas e Reginald Price Michell e Edmund Spencer).

## Quadro de medalhas
| Pos.              | Nome                          | Pontos |
| ----------------- | ----------------------------- | ------ |
| Medalha de ouro   | ENG George Alan Thomas        | 12     |
| Medalha de ouro   | DEN Holger OrestNorman-Hansen | 12     |
| Medalha de bronze | TCH Richard Réti              | 11.5   |
|                   | HUN Géza Maróczy              | 9      |
|                   | AUT Ernst Grunfeld            | 9.5    |
|                   | NED Max Euwe                  | 10.5   |